# Komedia romantyczna

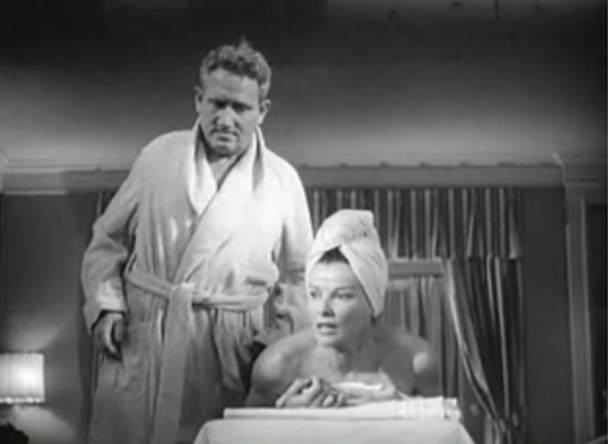
Kadr z filmu Żebro Adama

Komedia romantyczna – gatunek filmu o charakterze komediowym, głównie o tematyce miłosnej. Komedia romantyczna ma przeważnie szczęśliwe zakończenie. Połączenie komedii i melodramatu, z pełną humoru akcją, dowcipnymi dialogami oraz z charakterystyczną parą bohaterów. 
Odmianą komedii romantycznej jest screwball comedy.

## Historia
Komedia romantyczna cieszyła się wielkim powodzeniem od połowy lat 30. do połowy lat 50. XX w., gdy mistrzami tego gatunku byli Ernst Lubitsch (Sklep na rogu, 1939; Dama w gronostajach, 1948), Frank Capra (Pan z milionami, 1936), George Stevens (Penny Serenade, 1941), George Cukor (Żebro Adama, 1949) czy Billy Wilder (Sabrina, 1954; Miłość po południu, 1957). 
Renesans popularności, który nastąpił w latach 90., spowodowany był poniekąd kryzysem kina akcji. Fabuły nowych komedii romantycznych wyraźnie nawiązują do klasycznych wzorców (przypadkowe spotkanie dwojga ludzi, którzy w końcu odkrywają, że są sobie przeznaczeni), toteż nierzadko zdarzają się odpowiedniki filmów sprzed lat, np. Masz wiadomość (1998) będące powtórzeniem Sklepu na rogu. 
Można wyróżnić kilka głównych motywów komedii romantycznej:
- wiara w przeznaczenie (Bezsenność w Seattle, 1993; Tylko ty!, 1994; Notting Hill, 1999),
- odkrycie prawdziwego uczucia (Zielona karta, 1990; Masz wiadomość, 1998),
- dojrzewanie do miłości (Cztery wesela i pogrzeb, 1994; Dziewięć miesięcy, 1995),
- utrata najdroższej osoby (Uwierz w ducha, 1990); P.S. Kocham cię, 2007),
- awans Kopciuszka (Pretty Woman, 1990).
- antykomedia romantyczna (500 dni miłości, 2009)

O sukcesie komedii romantycznych rozstrzygali aktorzy, przed laty byli to Katharine Hepburn, Spencer Tracy, dziś – Meg Ryan, Tom Hanks, Hugh Grant, Julia Roberts, Jennifer Aniston.
W Polsce w ostatnich latach zrealizowano wiele komedii romantycznych: Nigdy w życiu! (2004), Tylko mnie kochaj (2006), Dlaczego nie! (2007), Listy do M. (2011).

## Literatura
- Krzysztof Loska, Encyklopedia kina, red. Tadeusz Lubelski, Kraków 2003.
- G. Stachówna, Śmiech przez łzy – o filmowej komedii romantycznej (w:) Wokół kina gatunków, red. K. Loska, Kraków 2001.